# Bobowasi
Bobowasi – wyspa na Oceanie Atlantyckim należąca do Ghany, znajdująca się w odległości około 1,8 km od miasta Axim. Na wyspie znajduje się latarnia morska.